# Cavairac
Cavairac (en francès Caveirac) és un municipi francès situat al departament del Gard i a la regió d'Occitània.